# San Basegio

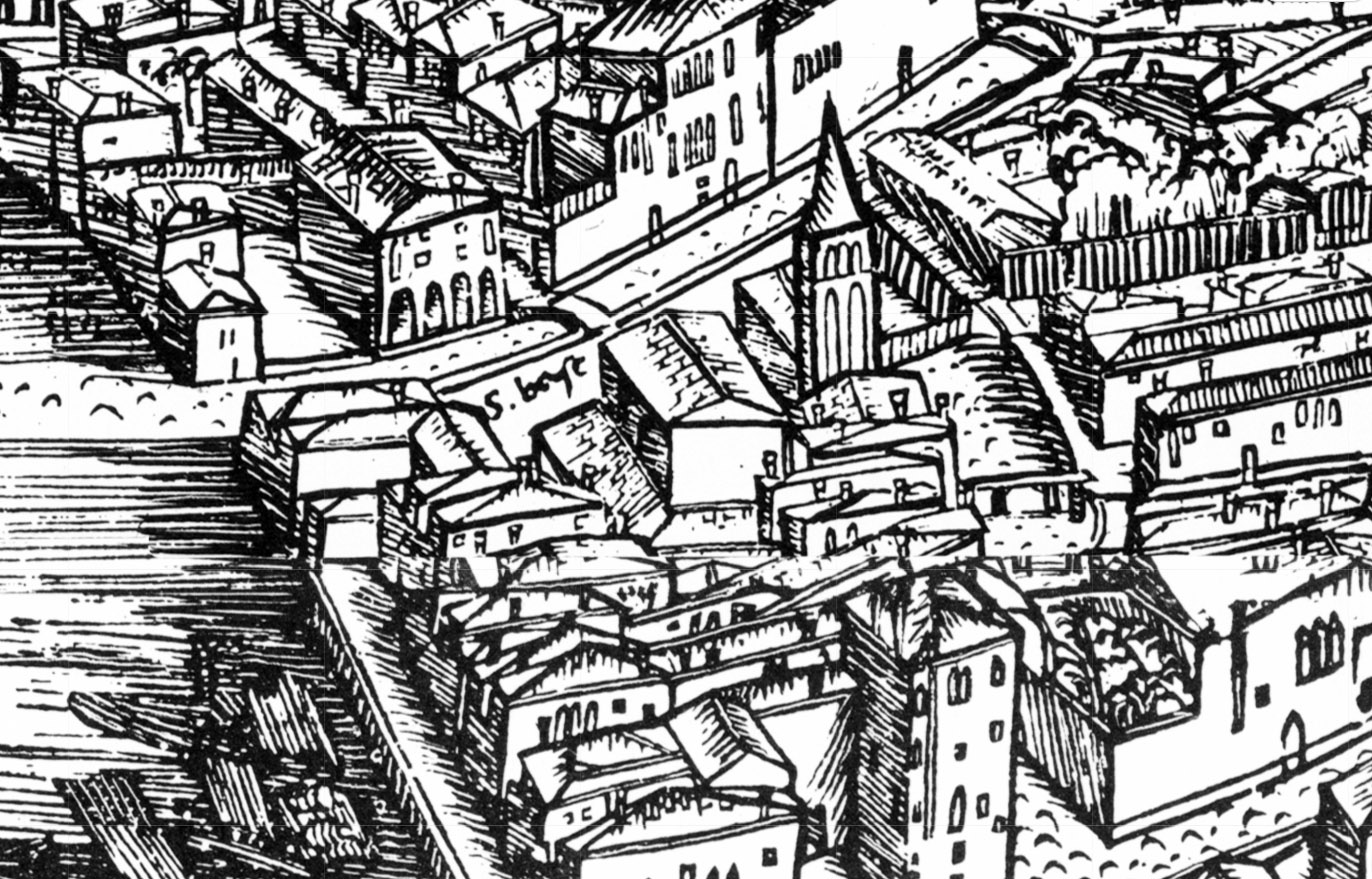
Ausschnitt aus dem Plan des Jacopo de’ Barbari mit dem Äußeren der Kirche um 1500

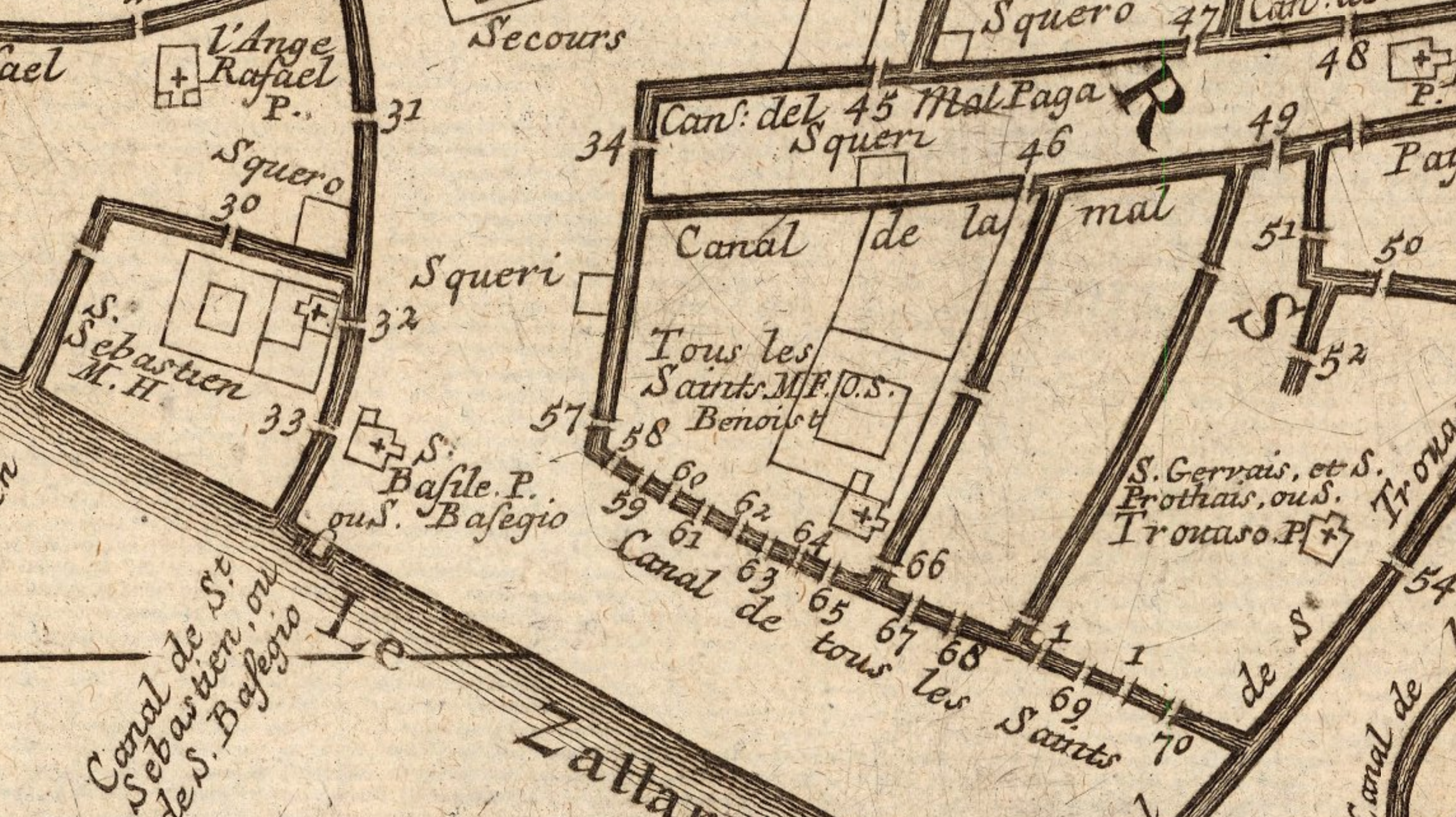
Kartenausschnitt mit der Umgebung San Basegios aus einer Karte Venedigs, die Nicolas de Fer 1725 schuf

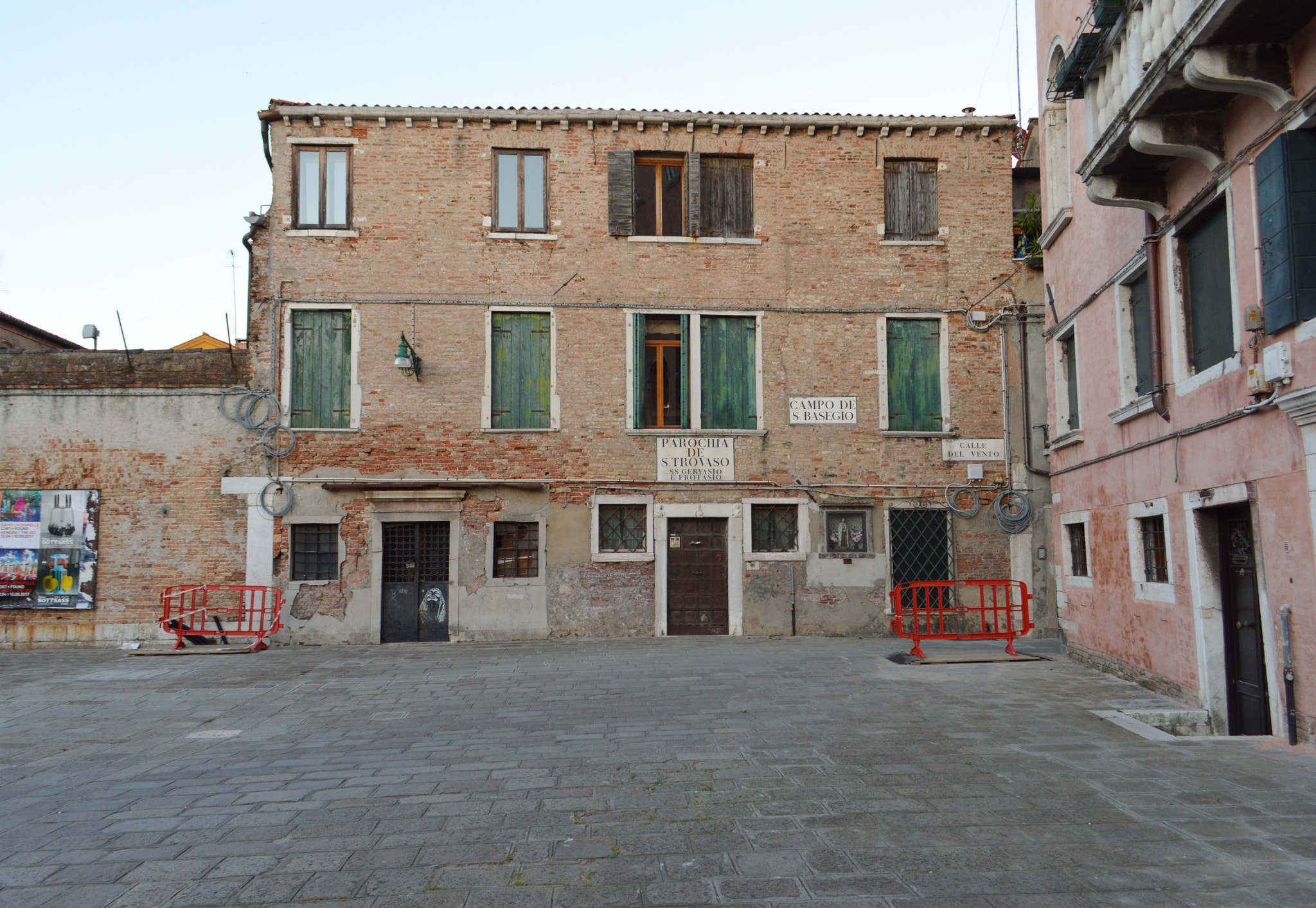
Blick auf den Campo de San Basegio, fotografiert 2017

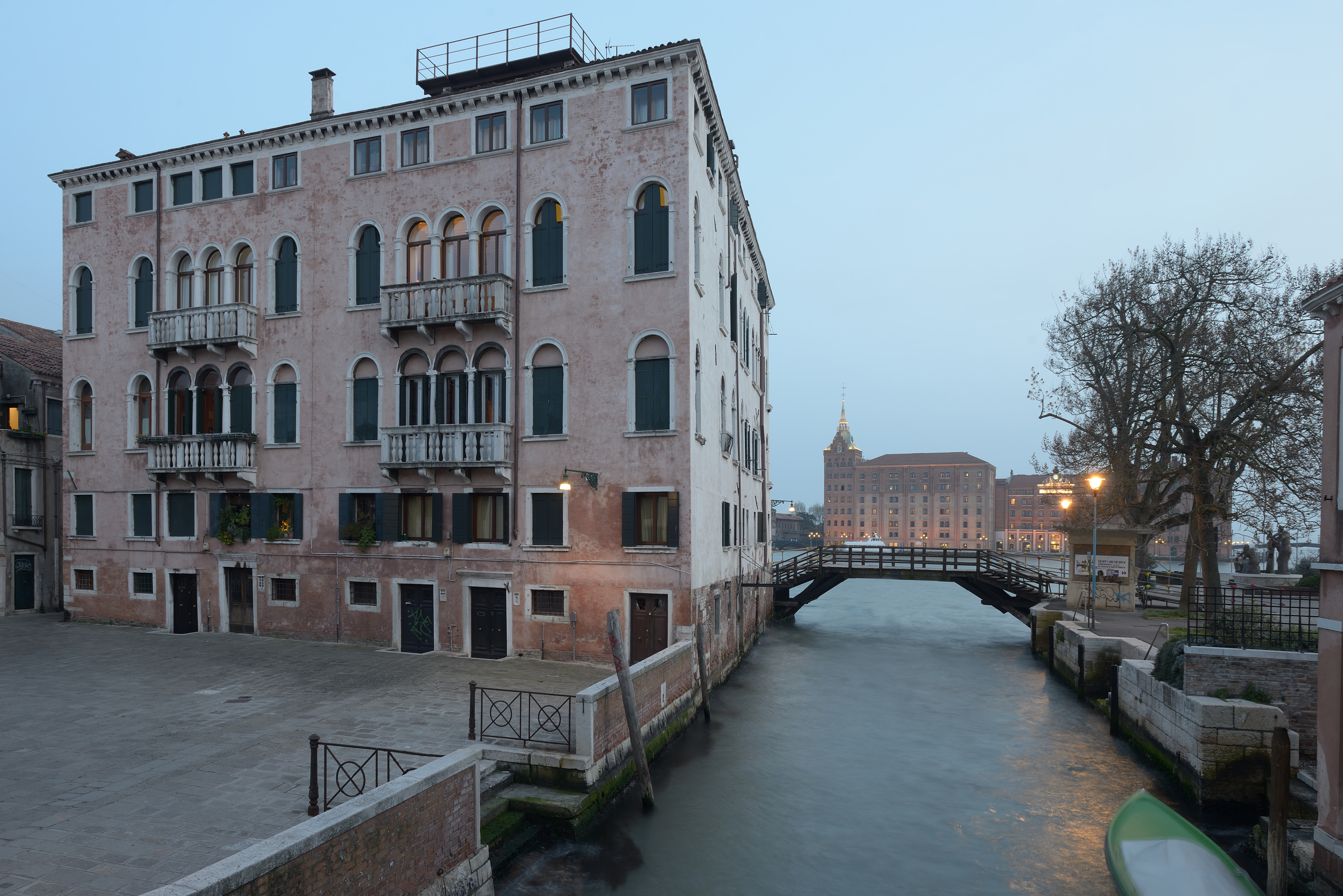
Blick nach Süden in Richtung Palazzo Molin; im Hintergrund der Molino Stucky, der sich auf der Giudecca befindet

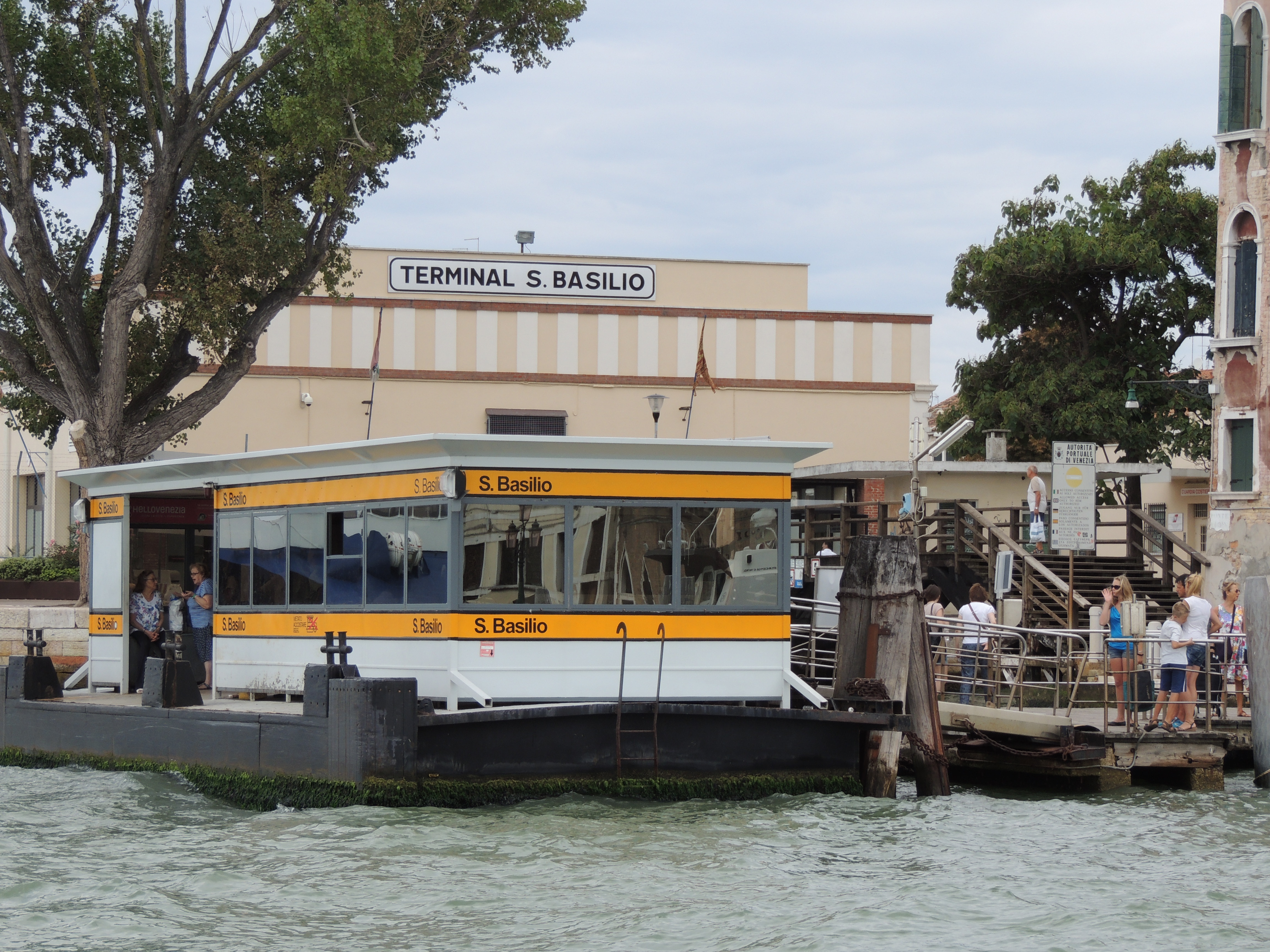
„Terminal S. Basilio“ der Stazione marittima, eines Hafens im Westen Venedigs, und die Vaporetti-Haltestelle S. Basilio

San Basegio (venetisch; italienisch San Basilio) war eine Kirche im venezianischen Sestiere Dorsoduro, die den Namen Basilius des Großen trug. Ihre Existenz lässt sich nur noch an einer Reihe von Ortsbezeichnungen, wie dem Campo de San Basegio, oder der Anlegestelle für Vaporetti an den Zattere erkennen. Erbaut im 9. oder 10. Jahrhundert, mehrfach zerstört und im Stil der jeweiligen Epoche wieder aufgebaut, war sie zuletzt eine barocke Kirche. Diese wurde nach der im Jahr 1810 erfolgten Säkularisation unter den Franzosen Napoleons als Holzlager benutzt, dann im Jahr 1824, als Venedig österreichisch war, abgerissen.

## Geschichte
Möglicherweise entstand ein erster Kirchenbau zwischen dem Ende des 9. Jahrhunderts und der Mitte des 10. Jahrhunderts. Marin Sanudo datiert ihre Gründung in das Jahr 870, andere Autoren in die Jahre 905 oder 970. Während ersterer glaubte, Namensgeber sei die Gründerfamilie Baseggio (oder Basegia) gewesen, werden auch die Molin oder die Acotanto genannt. Als erstes in den Quellen gesichertes Datum kann das Jahr 1143 gelten. Nach anderen Angaben wurde die Kirche nach ihrem Baumeister Pietro Basejo benannt – was allerdings ungewöhnlich wäre.
Die ältere Kirche wurde wohl beim Stadtbrand von 1106 zerstört, erneut brannte die Kirche „sancti Baxilii“ am 15. Dezember 1166, wie Andrea Dandolo in seiner Chronik berichtet. Sie wurde wieder neu aufgebaut, um 1348 einem Erdbeben zum Opfer zu fallen (1347 more veneto). Das Gebäude wurde abermals neu gebaut, dann im 17. Jahrhundert barock umgestaltet. Wie Emmanuele Antonio Cicogna feststellte, wurde die Kirche laut den dortigen Inschriften drei Mal wiederaufgebaut.
Während der französischen Herrschaft wurde die Gemeinde 1807 aufgelöst, am 18. September 1810 fand der letzte Gottesdienst statt. 1824 wurde die Kirche, seit geraumer Zeit nur noch als Lager genutzt, abgerissen.
Die barocke Gestaltung des Innenraumes stand in Kontrast zum Äußeren, das weitgehend aus dem 14. Jahrhundert stammte. Der Innenraum barg Werke großer Meister, wie Palma il Giovane, Marco Vecellio oder Alvise Vivarini.
In der Gemeinde wurde am 7. Oktober 1675 die Malerin Rosalba Carriera geboren, die, erblindet, am 15. April 1757 starb.
Die Reliquien des Heiligen Costanzo di Ancona (5. Jahrhundert) und die des Venezianers und Seligen Pietro Acotanto (* 1115 in Venedig; † August 1187) befinden sich heute in der nahegelegenen Kirche San Trovaso. 1760 überließ der Patriarch von Venedig einen Knochen des Anconitaners dem Dom seiner Heimatstadt. Nach den Angaben Corners, der sich auf einen Guglielmo Saraceni stützt, der eine Geschichte der Stadt Ancona verfasst haben soll, hatten zu einem unbekannten Zeitpunkt Venezianer die Reliquien des Heiligen in Ancona geraubt. Sie boten der Gemeinde San Basegio die Reliquien an einem 12. Juli an. Nach legendärer Überlieferung verschwanden die Reliquien, tauchten um 1250 wieder auf und wurden 1340 feierlich durch den Patriarchen (eigentlich Bischof von Castello) Nicolò I. Morosini unter dem Altar der Kirche deponiert. Die Verehrung Acotantos als Wohltäter der Ärmsten lässt sich spätestens seit 1443 sicher belegen; eine Verehrung, die vom Papst 1598 genehmigt wurde. 1810 wurden die Reliquien Acotantos nach San Sebastiano verbracht, schließlich 1821 nach San Trovaso.